# Josef Dvorak
Josef Dvorak (* 28. Jänner 1934 in Wien) ist ein österreichischer Tiefenpsychologe, katholischer Theologe (Schüler Karl Rahners), Mitbegründer des Wiener Aktionismus und Sachbuchautor.

## Leben
Dvorak war zeitweise als Journalist bei der Wiener Tageszeitung „Kurier“ und der „Arbeiter-Zeitung“, ab 1966 als Redakteur für Printmedien tätig. Ab 1969 war er Stammautor der internationalen kulturpolitischen Zeitschrift FORVM und von 1973 bis zur Einstellung 1995 Mitglied von deren Redaktion. Mindestens seit Anfang der 1960er war er Therapeut in Wien, aus dieser Zeit rührt auch seine Bekanntschaft mit Otto Muehl und Hermann Nitsch, die bei ihm Gesprächsanalysen machten.
Im Burgenland und in Bremen wurde Dvorak durch die Inszenierung von Ritual-Performances, die im österreichischen Fernsehen übertragen wurden, als „Satanologe“ bekannt. Mittlerweile gilt er als führender Satanismus-Experte im deutschen Sprachraum.
Dvorak ist gegenwärtig freier Forscher und Publizist und beschäftigt sich vor allem mit der Geschichte der Psychoanalyse, etwa von Otto Gross, des Okkultismus und ideologischer Minderheiten. Sein 1989 im Heyne Verlag erschienenes Sachbuch „Satanismus – Geschichte und Gegenwart“ gilt als Standardwerk der Satanismusforschung.